# Patio de Santa Isabel

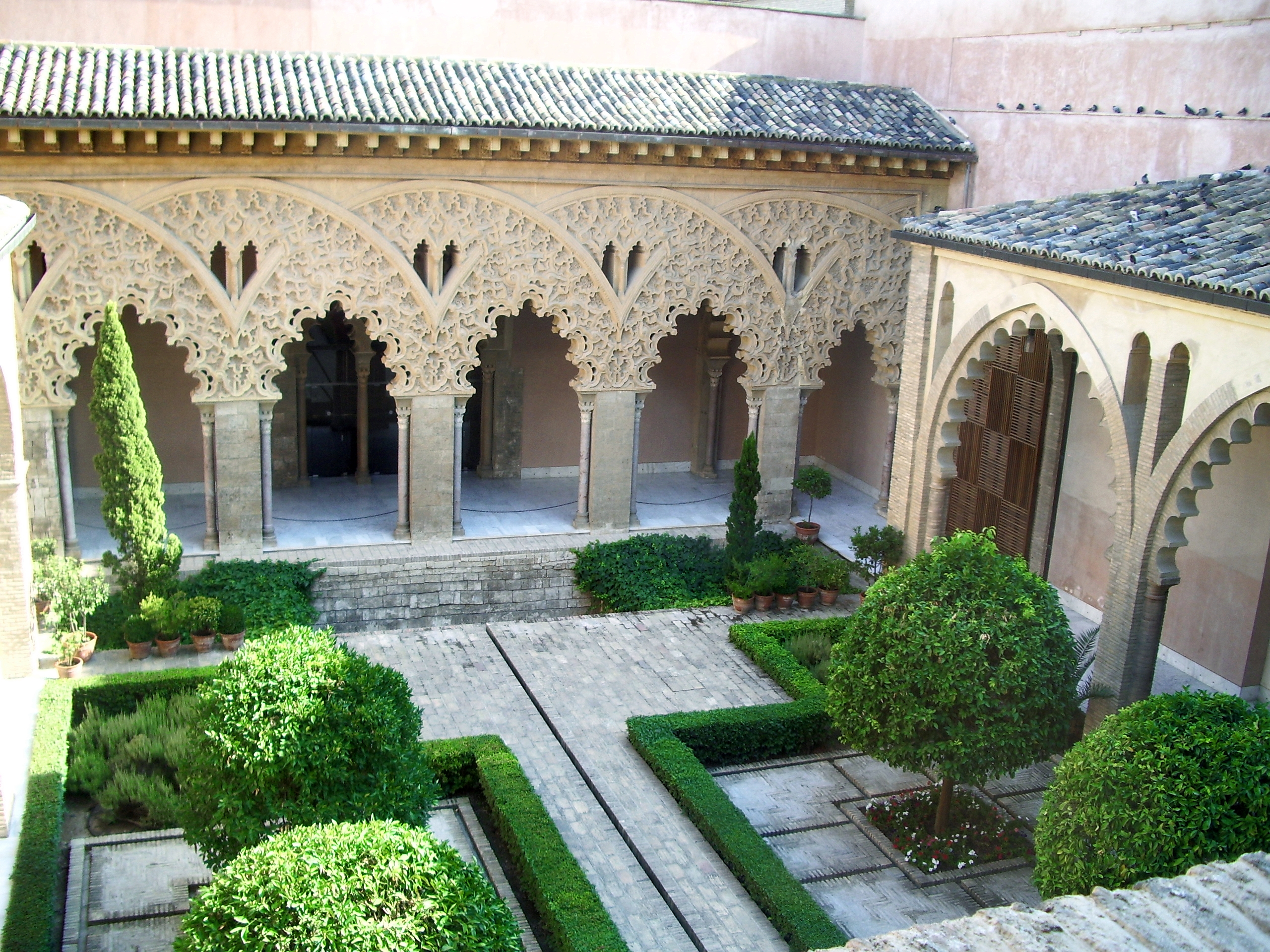
Vista del Patio de Santa Isabel.

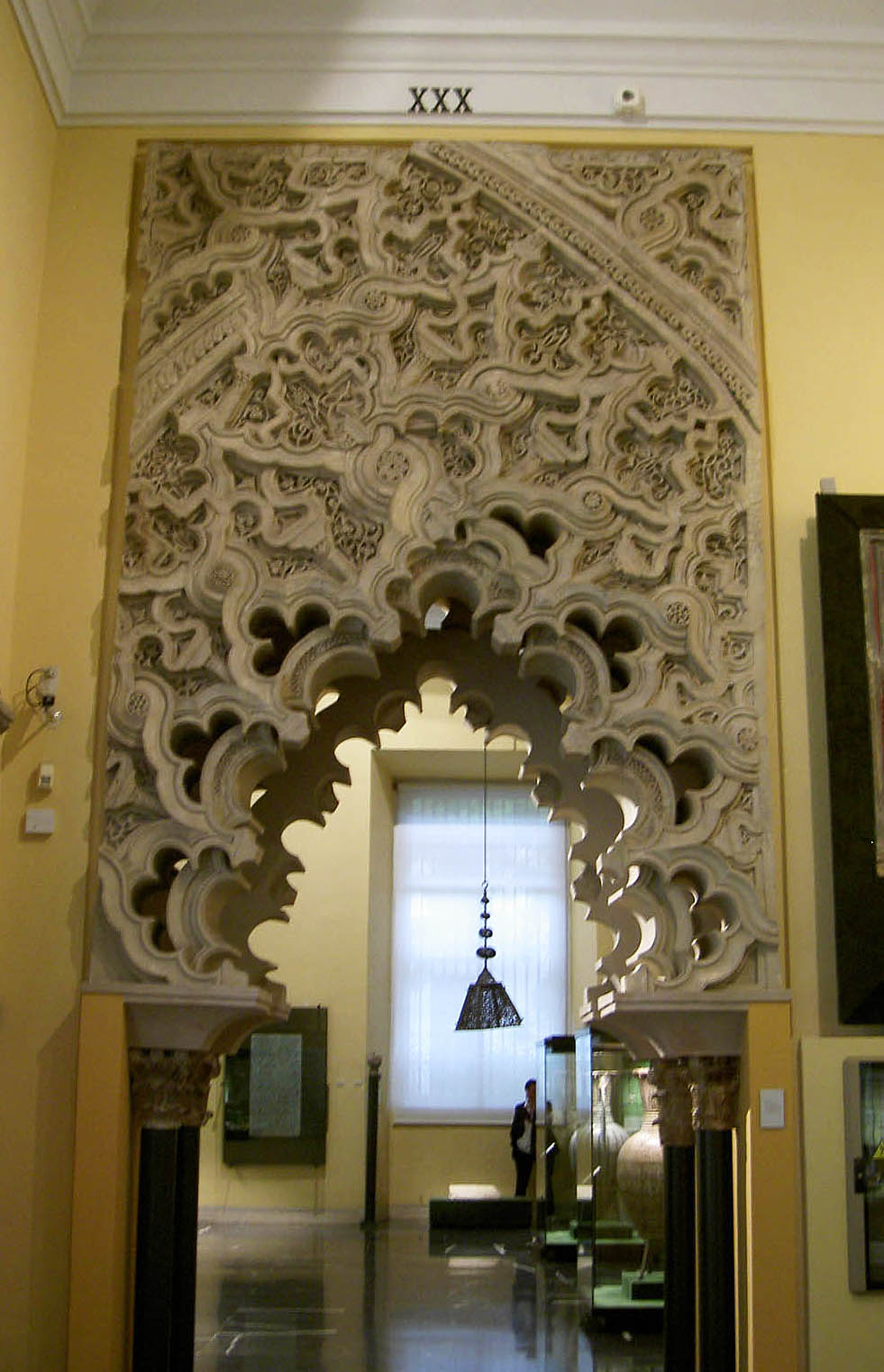
Uno de los arcos en el M.A.N. (Madrid)

El Patio de Santa Isabel es un espacio abierto y ajardinado en torno al cual se reunía todo el antiguo palacio taifal de lo que hoy es el Palacio de la Aljafería. Construido a cielo abierto y con dos albercas en sus extremos, su estructura gira alrededor del patio rectangular. 
Toma su nombre en honor a la infanta Isabel de Aragón y Sicilia, venerada como santa por la Iglesia católica. Hija del rey Pedro III el Grande, se convirtió en reina consorte de Portugal por su matrimonio con Dionisio I el Labrador y fue madre de Alfonso IV el Bravo.
Tras la conquista de Zaragoza a manos del rey Alfonso I el Batallador, las antiguas estructuras del palacio taifal cambiaron de acuerdo al gusto del medievo. Durante este período se construyó la arquería oeste del patio. En el punto septentrional del patio se hallaba el Salón del Trono.
Las restauraciones han tenido por objetivo recobrar el esplendor del patio original. Así se construyó una estructura de placas de mármol en los pasillos que rodeaban al jardín.
La arcada que se observa al mirar el pórtico sur se ha restaurado también, y sus arcos originales han sido enviados al Museo Arqueológico Nacional y al Museo de Zaragoza. Son los arcos más innovadores del patio, y suponen un nuevo giro artístico en comparación a los modelos califales de los arcos sitos al norte.
El estudioso alemán Christian Ewert afirma que, mientras más se acerquen los arcos a las zonas de alta nobleza, más respeto poseen a la tradición cordobesa.